# 伯利茲海豬魚
伯利茲海豬魚，為輻鰭魚綱鱸形目隆頭魚亞目隆頭魚科的其中一種，被IUCN列為極危保育類動物，分布於中西大西洋的貝里斯海域，棲息深度0-7公尺，體長可達4.7公分，棲息在礁沙混合區海域，成群活動，生活習性不明。